# Nebularhypothese
Die Nebularhypothese ist eine 1796 von Pierre-Simon Laplace in seinem Werk Exposition du système du monde („Darstellung des Weltsystems“) veröffentlichte Theorie zur Entstehung des Sonnensystems aus einem Sonnennebel.

## Hypothese
Laplace ging von einer gasförmigen Atmosphäre aus, die die Sonne umgab und aufgrund übermäßiger Erhitzung den ganzen Bereich des heutigen Sonnensystems ausfüllte. Um die Sonne rotierte ihre Atmosphäre, und als die Sonne abkühlte, schrumpfte die Atmosphäre und ihre Materie verdichtete sich. Wegen der Erhaltung des Drehimpulses beschleunigte sich die Rotationsbewegung der Atmosphäre. Dadurch flachte die Atmosphäre ab und nahm eine linsenförmige Gestalt an. Bei der weiteren Verdichtung und der entsprechenden Zunahme der Rotation wurde die Zentrifugalkraft in der äußeren Gasregion irgendwann so groß, dass sie die Gravitationskraft der Sonne überwand und sich in der Äquatorebene ein Gasring von der Atmosphäre löste, der weiter um die Sonne rotierte. Dieser Vorgang wiederholte sich einige Male, bis die Sonnenatmosphäre auf ihr heutiges Volumen geschrumpft war. Die Materie der Gasringe verdichtete sich weiter, so dass feste Körper entstanden. Von diesen festen Körpern war je Gasring ein Körper dominant, so dass er die anderen Körper anzog und sie „schluckte“. Dadurch wuchs der Körper im Laufe der Zeit zu einem Planeten heran. Dieser besaß so viel Masse, dass das verbleibende Gas von ihm angezogen wurde und zu seiner Atmosphäre wurde. Ähnlich wie bei der Sonne entstanden bei der weiteren Abkühlung des Gases die Satelliten der Planeten.

## Bedeutung
Laplaces Kosmogonie kommt vollständig ohne Gott aus. Bis zu diesem Zeitpunkt hatte nur Immanuel Kant 1755 in seinem Werk Allgemeine Naturgeschichte und Theorie des Himmels mit einer ähnlichen Theorie vollständig auf die Erwähnung Gottes verzichtet. Laplace hatte von der Theorie Kants jedoch keine Kenntnis. Dieses Werk von Kant wurde kaum beachtet und erst 100 Jahre später von François Arago wiederentdeckt. Gemeinsam nennt man sie heute die Kant-Laplacesche Theorie.
Laplace stellte seine Theorie fast gänzlich ohne technische Hilfsmittel (außer Teleskopen) auf. Dennoch wurde die Kant-Laplacesche Theorie, trotz Kritik, über 100 Jahre als gängige Theorie anerkannt. Erst Anfang des 20. Jahrhunderts wurde sie verworfen, um 1960 jedoch wieder in modifizierter Form aufgenommen zu werden.